# Graphania sapiens
Graphania sapiens är en fjärilsart som beskrevs av Edward Meyrick 1929. Graphania sapiens ingår i släktet Graphania och familjen nattflyn. Inga underarter finns listade i Catalogue of Life.